# Pravi celer
Pravi celer (vrtni celer, mirisavi celer, lat. Apium graveolens) (od grčkog σέλινον, sélinon: celer), odnosno uobičajenih narodnih naziva ak, červez, opih, pitomi celer, selen, zelena je zeljasta godišnja, dvogodišnja ili višegodišnja biljka iz porodice štitarki.

## Opis biljke
Korijen celera je mesnat ili vretenast, a katkada i gomoljasto odebljao. Stabljika mu je razgranana i visoka 40 - 80 cm. Tamnozeleni i sjajni listovi su veliki i perasto razdijeljeni, a listići su klinastog oblika na vrhu urezani i nazubljeni. Cvjetni štit je s kratkom peteljkom zrakast s bijelim i sivobijelim cvjetovima koji cvjetaju od srpnja do rujna, a kuglasti plod je rebrast.
Na cijeni je kao vrlo vrijedna ljekovita biljka.

## Miris i okus
Korijen ima svojstveno aromatičan miris, koji nije svakome ugodan, obiluje eteričnim uljima (terpeni) kojima zahvaljuje svoju aromu i okus, a sam gomolj štiti od bakterija, gljivica i prirodnih neprijatelja. Okus vrtnog celera je oštar i začinski, ali kuhan ima blagi i ugodan ukus. Vrtni celer se cijeni zbog svoje delikatne arome, koja oplemenjuje jela, obogaćujući okus jelima od povrća, ali i voća (odlično se slaže s jabukom). 

## Povijest i rasprostranjenost
Raste od Azije do sjeverne Afrike, preko Sredozemlja do Europe i Engleske, a kao divlja samonikla biljka bio je poznat još u pradavna vremena, koja raste na obalama, vlažnim i močvarnim područjima.
Kao vijenac se nosio na pogrebnim svečanostima u starom Egiptu i nađen je u grobnicama faraona. U Homerovoj Odiseji se spominje kako su livade na otoku Kalipsu bile prekrivene ljubicama i celerom, a bio je i simbol ljepote i veselja. Starim Grcima je bio najomiljenije cvijeće za grob i žalost.
Kod starih Rimljana bio je simbol smrti i za nekoga na umoru govorili bi: "Apio indiget" (preostaje mu samo celer). 
Hipokrat ga je preporučivao svima koji imaju treperave živce.
Francuski fitoterapeut Maurice Mességué je u svojim knjigama o ljekovitom povrću i bilju naveo stare narodne izreke: "Kad bi žena samo znala kako će joj muž biti snažan ako jede puno celera, išla bi i na kraj svijeta da mu ga nabavi" i "Kad bi muž znao pravi učinak celera, zasijao bi njime cijeli vrt".
A narodna uzrečica glasi: "Tko na srcu ima feler, treba uvijek jesti celer". Također je i popularan u tradicionalnoj kineskoj medicini koja ga preporučuje za snižavanje krvnog tlaka.
Od 16. stoljeća počinje njegov uzgoj kao kultivirane biljke i danas se nalazi u gotovo svakom vrtu, a u današnjih Grka celer je simbol sreće i veselja, dok su Francuzi oduvijek uživali u njemu hvaleći ga uzrečicom: "Ne treba se plašiti mukotrpnog puta do Rima radi ljubavi i celera".

## Ljekovito djelovanje
Ljekovite su tvari najviše sadržane u sirovom, svježe istisnutom soku iz korijena, listova i stabljike, no kod pripravljanja treba izbjeći prisustvo listova, jer oni čine sok gorkim. Sadrži sve vitamine B kompleksa, vitamin C, vitamin A, vitamin E, minerale, kalcij, natrij, alkaloid apiin, asparagin, eterično ulje (Oleum Apii).
Jedenjem celera ili pijenjem soka, eterična ulja celera djeluju antibakterijski i antimikotički u ustima, grlu, želucu i crijevima, djeluju na mokraćni sustav, izlučuju se i putem bubrega, dezinficirajući i dalje sluznice, pomažući na taj način kod upala mokraćnih puteva i tegoba s mokrenjem, djeluju pročišćavajuće i potiču stvaranje žuči. 
Stimulira rad bubrega i snažno pospješuje menstruaciju.
Sjemenke celera u Engleskoj i Australiji se već dugo koriste kao tradicionalni lijek protiv raznih tipova artritisa
- Posebno upozorenje:

Za vrijeme trudnoće može dovesti do neželjenih smetnji.
Stimulira rad bubrega i njegove funkcije, stoga kod oboljelih bubrega treba posebno paziti.
Za dijabetičare je najbolje da ga uzimaju kuhanog, a oprez je potreban jer sadrži ugljikohidrate.
Postoje osobe alergične na celer.